# Yumates angela
Yumates angela là một loài nhện trong họ Oonopidae.
Loài này thuộc chi Yumates. Yumates angela được Ralph Vary Chamberlin miêu tả năm 1924.